# Mikołaj Mikołajewicz Bykowski
Mikołaj Mikołajewicz Bykowski (Byhowski) herbu Łopot – podstoli trocki od 1631 roku po 1654 roku, pisarz grodzki kowieński w latach 1616–1632. 
Poseł na sejm 1631 roku. Poseł na sejm koronacyjny 1633 roku, sejm 1640 roku.